# MGCP
MGCP é um acrónimo para a expressão inglesa Media Gateway Control Protocol, um protocolo proposto pelo grupo de trabalho IETF (Internet Engineer Task Force) para integração da arquitetura SS#7 em redes VOIP. Embora o SS#7 se encontre presente na telefonia tradicional, o MGCP especifica  com redes IP, Frame Relay e ATM.
O sistema é composto por um Call Agent, pelo menos um media gateway (MG), responsável pela conversão dos sinais entre circuitos e pacotes, e pelo menos um signaling gateway (SG), quando conectado a um PSTN.
Durante a evolução do MGCP, o trabalho cooperativo de grupos do ITU-T e do IETF resultou na recomendação H.248, definida também com o protocolo Megaco (IETF), através do RFC 3015.

## RFCs
Nesta lista podem-se encontrar os RFCs relacionados com o MGCP:
- RFC 3435 - Media Gateway Control Protocol (MGCP) Versão 1.0 (sobrepõe-se ao RFC 2705)
- RFC 3660 - Basic Media Gateway Control Protocol (MGCP) Packages (informativol)
- RFC 3661 - Media Gateway Control Protocol (MGCP) Return Code Usage
- RFC 3064 - MGCP CAS Packages
- RFC 3149 - MGCP Business Phone Packages
- RFC 3515 - Session Initiation Protocol (SIP) Refer Method
- RFC 3991 - Media Gateway Control Protocol (MGCP) Redirect and Reset Package
- RFC 3992 - Media Gateway Control Protocol (MGCP) Lockstep State Reporting Mechanism